# Ingrid Klimke
Ingrid Klimke (Münster, 1 de abril de 1968) é uma ginete de elite alemã. bicampeã olímpica do concurso completo de equitação (CCE) por equipes, campeã mundial e bicampeã européia.

## Carreira
Ingrid Klimke representou seu país nos Jogos Olímpicos de 2000, 2004, 2008 e 2012, na qual conquistou no CCE por equipes a medalha de ouro, em 2008 e 2012.